# Taihō Yamazaki
 (juillet 2025).
Si vous disposez d'ouvrages ou d'articles de référence ou si vous connaissez des sites web de qualité traitant du thème abordé ici, merci de compléter l'article en donnant les références utiles à sa vérifiabilité et en les liant à la section « Notes et références ».
Taihō Yamazaki (山崎 大抱, Yamazaki Taihō), né en 1908 dans la préfecture de Kōchi et mort en janvier 1991, est un peintre et calligraphe japonais.

## Biographie
Principal représentant de la peinture moderne au Japon après la Seconde Guerre mondiale, Yamazaki Taihō a commencé à étudier la calligraphie auprès des maîtres Kawatani Ōun et Yūkei Tejima.
Yamazaki Taihō est membre de l'association Dokuritsu Shodō-kai (de) (association des artistes shodō indépendants), fondée le 28 avril 1952, rebaptisée Dokuritsu Shojindan en 1967) et son représentant de mars 1987 jusqu'à sa mort en janvier 1991.
Les dessins à l'encre de Yamazaki sont typiques de la peinture abstraite japonaise issue de l'art ancien de la calligraphie.

## Expositions et rétrospectives
Trois des œuvres de Yamazaki Taihō sont représentées à la documenta II de 1959 à Cassel. En avril 1993, la Dokuritsu Shojindan a organisé une grande rétrospective de son œuvre.